# John Hailey

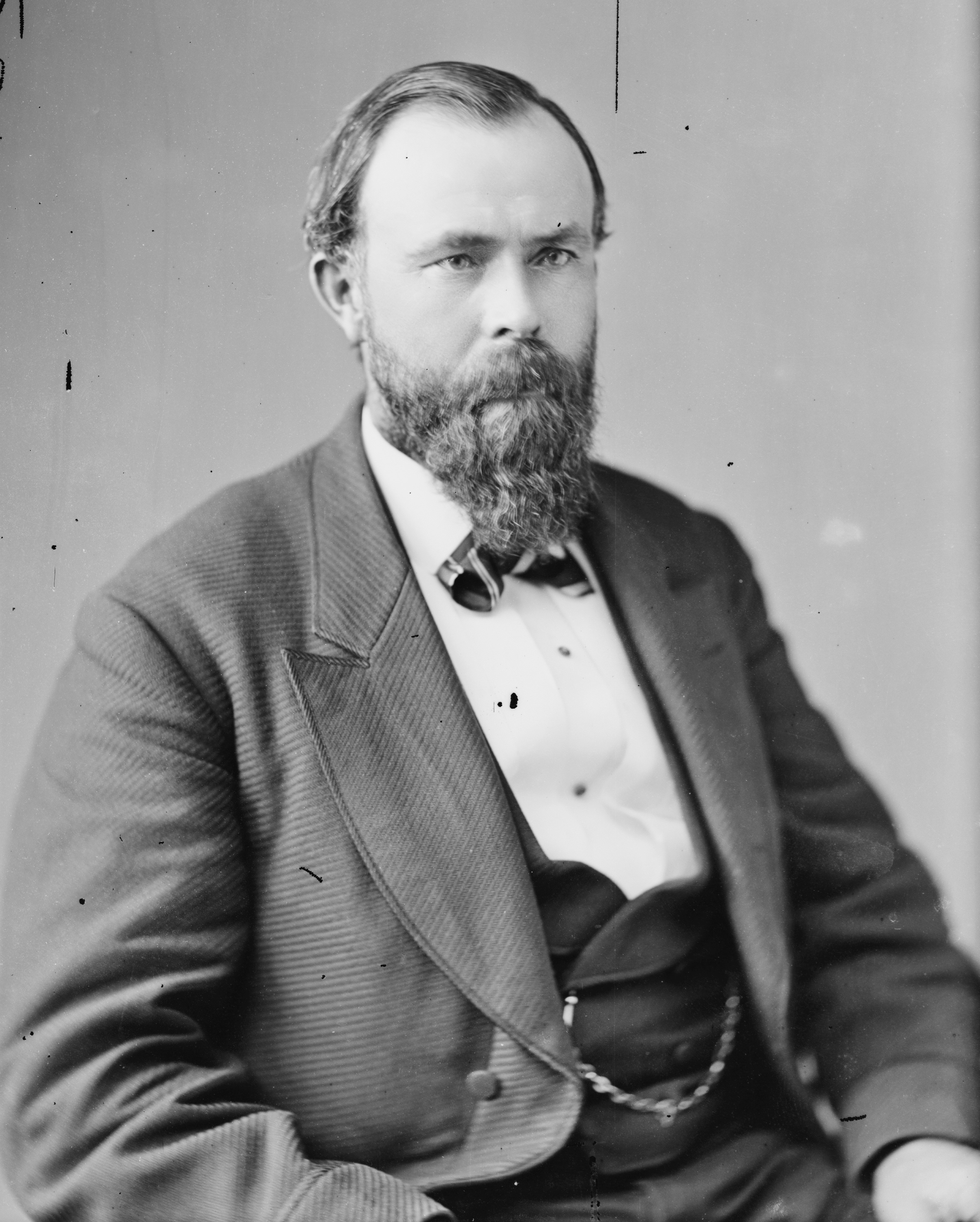
John Hailey

John Hailey (* 29. August 1835 im Smith County, Tennessee; † 10. April 1921 in Boise, Idaho) war ein US-amerikanischer Politiker. Zwischen 1873 und 1875 sowie von 1885 bis 1887 vertrat er das Idaho-Territorium als Delegierter im US-Repräsentantenhaus.

## Frühe Jahre
John Hailey besuchte die öffentlichen Schulen seiner Heimat. Im Jahr 1848 zog er mit seinen Eltern in das Dade County in Missouri und 1853 zog er nach Oregon. Dort nahm er 1855 als Leutnant an einem Indianerkrieg teil. 1862 ließ er sich im Idaho-Territorium nieder, wo er sich mit der Viehzucht und dem Bergbau befasste.

## Politischer Aufstieg
Hailey wurde Mitglied der Demokratischen Partei. 1872 wurde er in das US-Repräsentantenhaus gewählt, wo er am 4. März 1873 die Nachfolge von Samuel Augustus Merritt als Delegierter seines Territoriums antrat. Im Jahr 1874 verzichtete er auf eine weitere Kandidatur. Daher konnte er bis zum 3. März 1875 nur eine Legislaturperiode im Kongress absolvieren.
1880 war er Mitglied und Präsident im territorialen Regierungsrat. Bei den Kongresswahlen des Jahres 1884 kandidierte Hailey erfolgreich für eine Rückkehr in das US-Repräsentantenhaus. Damit konnte er am 4. März 1885 den bisherigen Delegierten Theodore Frelinghuysen Singiser ablösen. Da er bei den Wahlen des Jahres 1886 nicht wiedergewählt wurde, konnte er auch diesmal nur eine Legislaturperiode im Kongress absolvieren.

## Weiterer Lebenslauf
Nach dem Ende seiner politischen Tätigkeit in der Bundeshauptstadt Washington widmete sich Hailey seinen privaten Geschäften. Im Jahr 1899 wurde er zum Leiter der Strafanstalt von Idaho ernannt. John Hailey starb im April 1921. Er war seit dem 7. August 1856 mit Louise M. Griffin verheiratet, mit der er sechs Kinder hatte, darunter auch den Sohn Thomas, der später Richter am Obersten Gerichtshof von Oregon werden sollte.
Die Stadt Hailey in Idaho ist nach John Hailey benannt.